# Priya Kambli
Priya Kambli (nascida em 1975) é uma fotógrafa indiana.

## Infância e educação
Kambli nasceu na Índia. Obteve um diploma de BFA da Universidade do Louisiana em Lafayette e um grau de MFA da Universidade de Houston.

## Carreira
O seu trabalho encontra-se incluído na colecção do Museu de Belas-Artes de Houston, do Light Work, e do Museu de Fotografia Contemporânea.
Kambli é professora de arte na Truman State University, Missouri.